# Coleophora achilleae
Coleophora achilleae is een vlinder uit de familie kokermotten (Coleophoridae). De wetenschappelijke naam is voor het eerst geldig gepubliceerd in 2001 door Baldizzone.
De soort komt voor in Europa.